# Leptailurus serval serval
El serval del Cabo (Leptailurus serval serval) es una subespecie de mamífero carnívoro  de la familia Felidae.

## Distribución geográfica
Se encuentra en la Provincia del Cabo, Sudáfrica.

## Hábitat
No se pueden encontrar ni en las regiones áridas del desierto ni en selvas tropicales, ni cerca de la punta occidental de Sudáfrica pero casi siempre cerca del agua.

## Descripción
Los servales tienen las orejas y las patas más largas, en relación con el tamaño de su cuerpo, de la familia de los felinos. Su longitud del cuerpo podía ser de 1 metro de longitud, la cola de 45 centímetros de longitud y su altura de hasta 62 centímetros. Los machos eran generalmente más grandes que las hembras. Sus largas patas les permitían ver a través de los pastos de las sabanas, lo que les hacía seguir a su presa más fácilmente. Las bullas auditivas y pabellones auriculares de sus oídos se agrandaban para ayudarles a detectar la presencia de presas que emitían sonidos de alta frecuencia. Sus orejas eran redondeadas con rayas blancas en la parte posterior. El pelaje era de un color marrón rojizo con muchos puntos oscuros que podían fusionarse y formar rayas en la parte posterior. Además era un animal muy audaz.

## Reproducción
No se sabe mucho sobre el apareamiento de los servales, pero no es estacional. De vez en cuando, los machos y las hembras pueden descansar y cazar juntos durante varios días. La gestación duraba entre 65 a 75 días. En promedio, nacían 3 servales cada semana.

## Alimentación
Los servales son carnívoros, y su dieta consiste principalmente en: liebres, ratas, ardillas, codornices, queleas, ranas y flamencos. Se abalanzan sobre sus víctimas y aterrizan en ellos con sus dos patas delanteras. También ùeden llegar a agujeros muy profundos y pueden entrar al agua para atrapar a sus presas. Si no logra atrapar a sus presas en el primer intento, a menudo ya no vuelve intentarlo (como los guepardos y leopardos). Como la mayoría de los gatos, cuando captura una presa, juegan con ellos antes de comérselos. Pueden saltar hasta 10 pies de alto, lo que les convierte en cazadores muy eficientes.